# Сами без анђела
„Сами без анђела” је југословенски ТВ филм из 1972. године. Режирао га је Предраг Бајчетић а сценарио је написао Леонид Зуховицки

## Улоге
| Глумац            | Улога |
| ----------------- | ----- |
| Петар Банићевић   |       |
| Светлана Бојковић |       |
| Радмила Ђурђевић  |       |
| Марина Кољубајева |       |
| Весна Латингер    |       |
| Гојко Шантић      |       |
| Боро Стјепановић  |       |
| Горан Султановић  |       |